# Festival Internacional de Cinema de Sant Sebastià 1965
La 13a edició del Festival Internacional de Cinema de Sant Sebastià va tenir lloc entre el 3 i el 12 de juny de 1965. En aquesta edició tenia la categoria A de la FIAPF, és a dir, festival competitiu no especialitzat, que havia perdut dos anys abans.

## Desenvolupament
Fou inaugurat el 3 de juny a l'ajuntament de Sant Sebastià per l'alcalde José Manuel Elósegui Lizariturry, el cap del Sindicat Nacional de l'Espectacle Carlos Fernández Cuenca, i el subdirector general de cinematografia, Florentino Soria; a les 10 de la nit es va projectar La presa nua de Cornell Wilde. El dia 4 l'actriu Rocío Dúrcal va oferir un esmorzar al Real Club de Tenis de San Sebastián, alhora que es projectava al matí la pel·lícula cubana Desarraigo i de nit la japonesa Kuro no chotokkyu. El dia 7 foren projectades Háry János i Mirage d'Edward Dmytryk, protagonitzada per Gregory Peck. El dia 8 es van projectar La Dame de pique i Once a Thief, i fora de concurs a la secció informativa Tini zabutykh predkiv (Ombres dels avantpassats oblidats) de Serguei Parajanov. El dia 9 foren projectades Casanova '70 i la soviètica Hamlet, que fou força ovacionada pel públic. El dia 10 ho foren la txecoslovaca Zlatá reneta i la soviètica Zatxaróvannaia desnà. El dia 11 es van exhibir La congiuntura i Megatón Ye-Ye, que van rebre males crítiques, sobretot la darrera, de la que el crític d'ABC va dir que "no hi ha més que soroll". El dia 12 es va projectar Rękopis znaleziony w Saragossie, Operació Crossbow i The Amorous Adventures of Moll Flanders i es va fer l'entrega de premis, que va gaudir de la presència de Kim Novak i Terence Young.

## Jurat oficial
- Jean Negulesco
- Pierre Baker
- Pierre Braunberger
- Gheorghiu Mihnea
- José Gutiérrez Maesso
- Miguel Picazo
- Roberto Tálice

## Retrospectiva
La retrospectiva d'aquesta edició fou dedicada al cinema de terror.

## Selecció oficial
Les pel·lícules de la selecció oficial de 1965 foren:
- Casanova '70 de Mario Monicelli
- Desarraigo de Fausto Canel
- Háry János de Miklós Szinetár
- Zatxaróvannaia desnà de Iúlia Sólntseva
- Kuro no chotokkyu de Yasuzo Masumura
- La congiuntura d'Ettore Scola
- La Dame de pique de Léonard Keigel
- Mascarada de Basil Dearden
- Megatón Ye-Ye de Jesús Yagüe
- Mirage d'Edward Dmytryk
- Nadie oyó gritar a Cecilio Fuentes de Fernando Siro
- Once a Thief de Ralph Nelson
- Operació Crossbow de Michael Anderson
- Rękopis znaleziony w Saragossie de Wojciech Jerzy Has
- Zlatá reneta d'Otakar Vávra
- Hamlet de Grigori Kózintsev  (fora de concurs)
- Pelotari de Néstor Basterretxea i Fernando Larruquert  (fora de concurs)
- The Amorous Adventures of Moll Flanders de Terence Young  (fora de concurs)
- La presa nua de Cornel Wilde  (fora de concurs)

## Palmarès
Els premis atorgats en aquesta edició foren:
- Conquilla d'Or a la millor pel·lícula Mirage, d'Edward Dmytryk  i Zlatá reneta d'Otakar Vávra
- Conquilla d'Or (curtmetratge): L'invention de la photographie, d'André Martin i Michel Boschet
- Conquilla de plata: Nadie oyó gritar a Cecilio Fuentes de Fernando Siro
- Conquilla de Plata al millor director: Mario Monicelli, per Casanova '70
- Premi Sant Sebastià d'interpretació femenina: Lilli Palmer, per Operació Crossbow, de Michael Anderson
- Premi Sant Sebastià d'interpretació masculina: Marcello Mastroianni, per Casanova '70, de Mario Monicelli